# Nenad Šoštarić
Nenad Šoštarić (født 17. februar 1959) er en kroatisk tidligere håndboldspiller og nuværende håndboldtræner for RK Lokomotiva Zagreb. Han har siden 2017 været landstræner for Kroatiens kvindehåndboldlandshold. Han har desuden tidligere været træner for RK Lokomotiva Zagreb, Al Jazira i de Forenede Arabiske Emirater og Jordan.
Han agerede som landstræner for holdet under VM i kvindehåndbold 2021 i Spanien, hvor det kroatiske hold blev nummer 18.
Šoštarić' største resultat i hans trænerkarriere var der han, mod alle odds, sikrede det kroatiske kvindelandshold en bronzemedalje ved EM 2020 i Danmark.